# 八窪山
八窪山（やくぼやま）は、福岡県北九州市門司区にある山である。標高183m。

## 概要
山上には九州電力の送電線が通っている他は、個人の私有地。山頂へ向かう登山道は無いが、送電線が通っているため、佐夜峠付近から山頂付近へ向かう巡視路が伸びている。山頂直下までは同巡視路をたどれば行きつく事ができるが、山頂に向かう登山道は一部不明瞭である。その他、獣道が清見地区から伸びているが、個人の私有地を通るため、一般の登山者は通れない。山頂にかつては「八窪山」と書かれたプレートが取り付けられていたが、2014年12月現在、存在しない。イノシシなどが多数生息しており、畑の食害が後を絶たない。また、粗大ごみなどの不法投棄が目立っている時期もあったが、地権者の努力により、現在は無くなっている。

## 周辺
山の付近を、関門橋が通過している。
付近の学校は、北九州市立田野浦小学校、北九州市立早鞆中学校である。